# Norton Simon Museum
Het Norton Simon Museum is een kunstmuseum aan de Colorado Boulevard in Pasadena (Los Angeles County), Californië.

## Geschiedenis
In 1922 werd het Pasadena Art Institute voor negentiende-eeuwse Amerikaanse en Europese kunst geopend in de Reed Mansion, gelegen in het Carmelita Park in Pasadena. In 1942 werd besloten tot een fusie met het pas opgerichte Pasadena Museum of Art. Als nieuwe vestigingsplaats werd gekozen voor de Grace Nicholson Galleries aan de North Los Robles Avenue (waar zich thans nog het Pacific Asia Museum bevindt). De naam Pasadena Art Institute bleef behouden.
In 1953 kreeg het museum een grote schenking van bijna 500 werken uit de nalatenschap van Galka E. Scheyer. Tot diens collectie behoorden vele werken van Wassily Kandinsky, Paul Klee, Alexej von Jawlensky en Lyonel Feininger, waarmee het museum in het bezit kwam van een grote verzameling modern klassieke werken. Een jaar later werd de naam van het museum gewijzigd in het Pasadena Art Museum. Het acquisitie- en expositiebeleid van het museum zou worden geconcentreerd op de moderne kunst. De architecten Ladd & Kelsey kregen de opdracht een nieuw museumcomplex te ontwerpen voor de oorspronkelijke vestigingsplaats in het Carmelita Park. In 1969 was de nieuwbouw voltooid en werd het nieuwe museum, vanaf 1973 het Pasadena Museum of Modern Art, geopend, waarbij het accent nog sterker zou liggen op moderne en hedendaagse kunst. Door deze, te ambitieus opgezette, doelstelling raakte het museum jarenlang in diepe schulden.

## Collectie Norton Simon

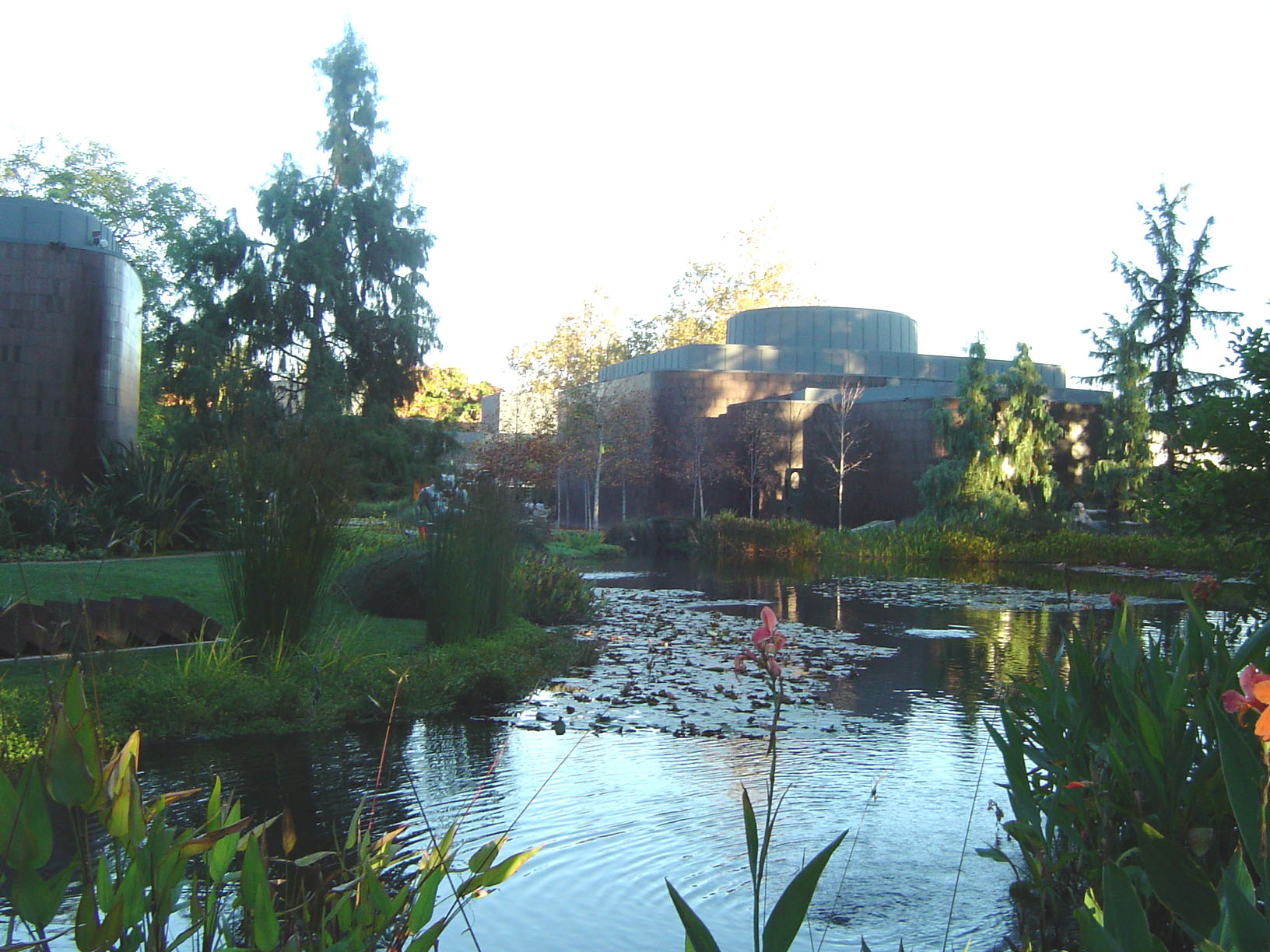
Norton Simon Museum met park

In 1974 sloot het museum een overeenkomst met de industrieel en collectionneur Norton Simon, die over een grote collectie van meer dan 4000 werken beschikte. Het was een collectie zonder museum en veel werken werden aan diverse musea in bruikleen gegeven. Simon was, omdat veel bruikleenoverkomsten afliepen, op zoek naar een museum waar de collectie definitief kon blijven. In ruil voor een aflossing der schulden nam Simon de leiding over het museum over. De collecties van het museum en die van Simon werden geïntegreerd en in 1975 vond de heropening plaats: het Norton Simon Museum of Art. Simon behield de leiding tot zijn dood in 1993.

## Renovatie
In 1995 begon het museum met een grote renovatie onder leiding van Frank Gehry. Het nieuwe ontwerp resulteerde in meer intieme galerijen, verbeterde verlichting en meer wisseltentoonstellingen. Ook kwam er een nieuwe afdeling Aziatische kunst. De museumtuinen werden opnieuw ontworpen door Nancy Goslee Power om een beeldenpark te kunnen huisvesten. De renovatie werd in 2000 afgesloten met het gereedkomen van het nieuwe Norton Simon Museum Theater.

## Museum
- Collectie Europese veertiende- tot zestiende-eeuwse kunst van de renaissance
- Collectie Europese zeventiende- en achttiende-eeuwse kunst van Hollandse en Vlaamse meesters, alsmede uit Frankrijk, Duitsland, Spanje en Italië
- Collectie negentiende-eeuwse schilder- en beeldhouwkunst van impressionisme en postimpressionisme tot aan het modernisme: Claude Monet, Pierre-Auguste Renoir, Edgar Degas, Vincent van Gogh, Paul Cézanne, Paul Gauguin, Auguste Rodin, Francisco de Goya, Jean Auguste Dominique Ingres, Gustave Courbet, Édouard Manet, Pierre Bonnard en Édouard Vuillard.
- Collectie twintigste eeuw met schilder- en beeldhouwwerk van onder anderen: Pablo Picasso, Georges Braque, Henri Matisse, Diego Rivera, Paul Klee, Lyonel Feininger, Alexej von Jawlensky, Wassily Kandinsky, Robert Rauschenberg, Louise Nevelson, Ed Kienholz, Roy Lichtenstein, Andy Warhol, Donald Judd, Sam Francis en Richard Diebenkorn.
- Collectie Aziatische kunst met de nadruk op werken uit Zuid- en Zuidoost-Azië, maar ook uit India, Pakistan, Nepal, Tibet, Cambodja, Thailand, Afghanistan, Myanmar, Bangladesh, China, Indonesië, Sri Lanka en Vietnam.
- Beeldenpark met werken van onder anderen Constantin Brancusi, Barbara Hepworth, Henri Laurens, Wilhelm Lehmbruck, Aristide Maillol, Henry Moore, Isamu Noguchi en Auguste Rodin.

## Fotogalerij Oude Meesters

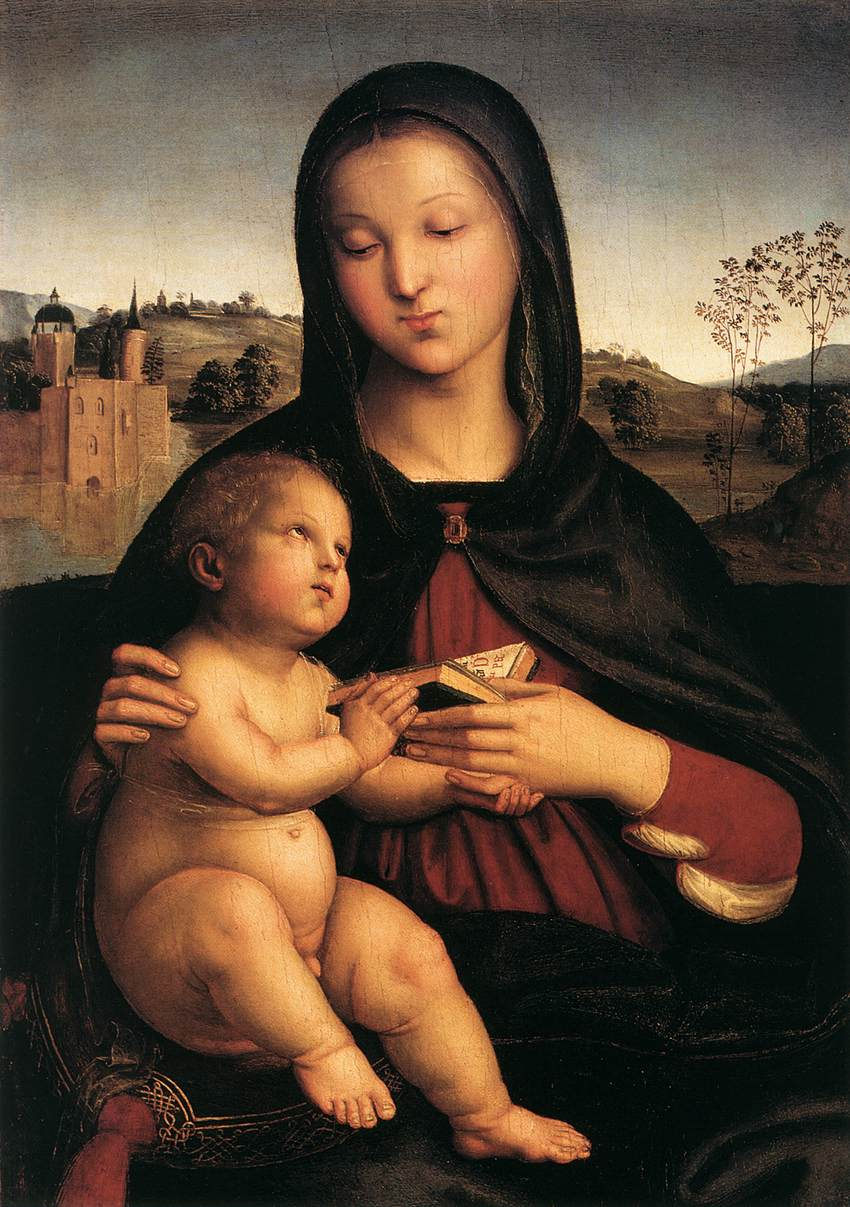
Rafaël Santi: Madonna en kind (1503)
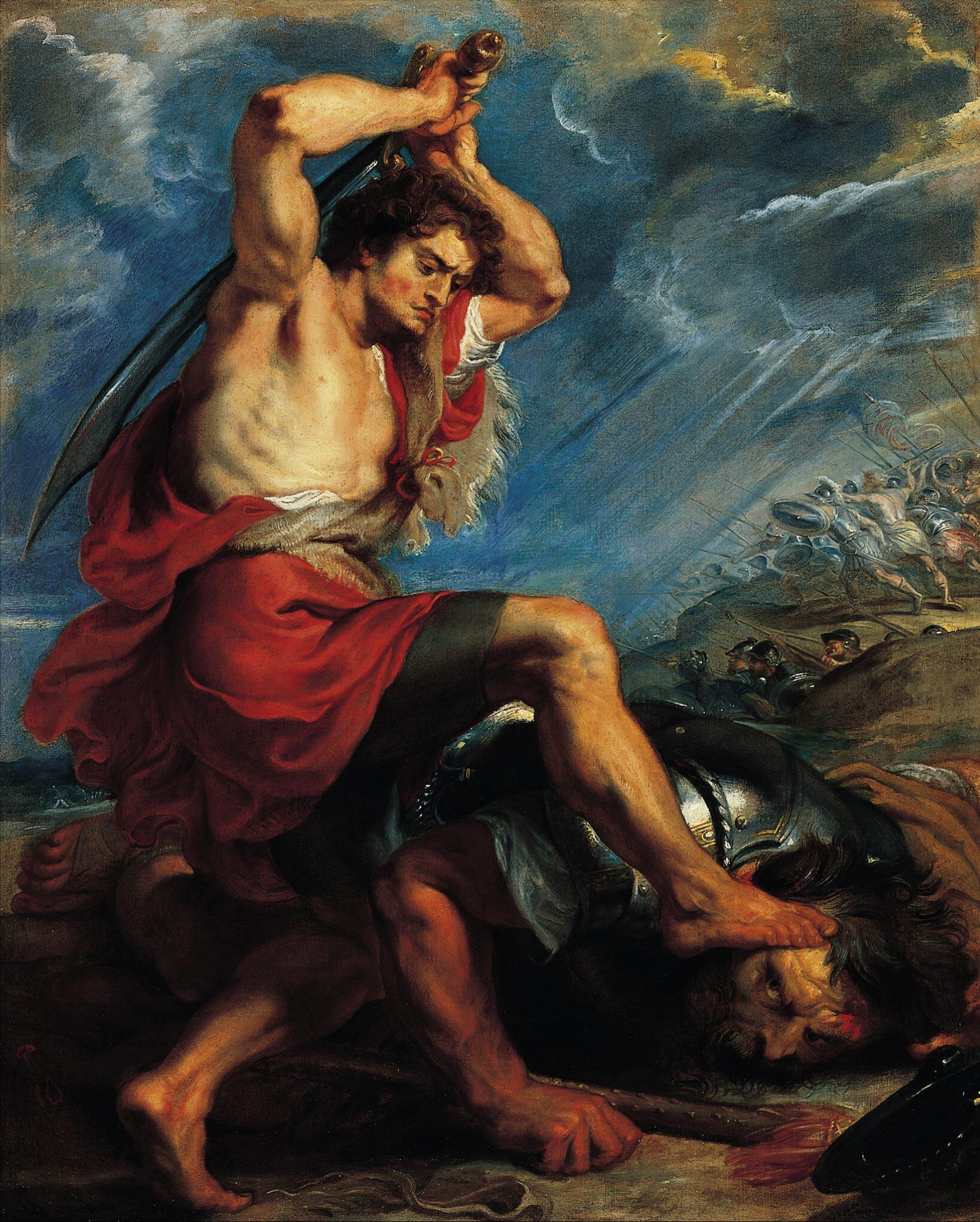
Peter Paul Rubens: David en Goliath (1616)
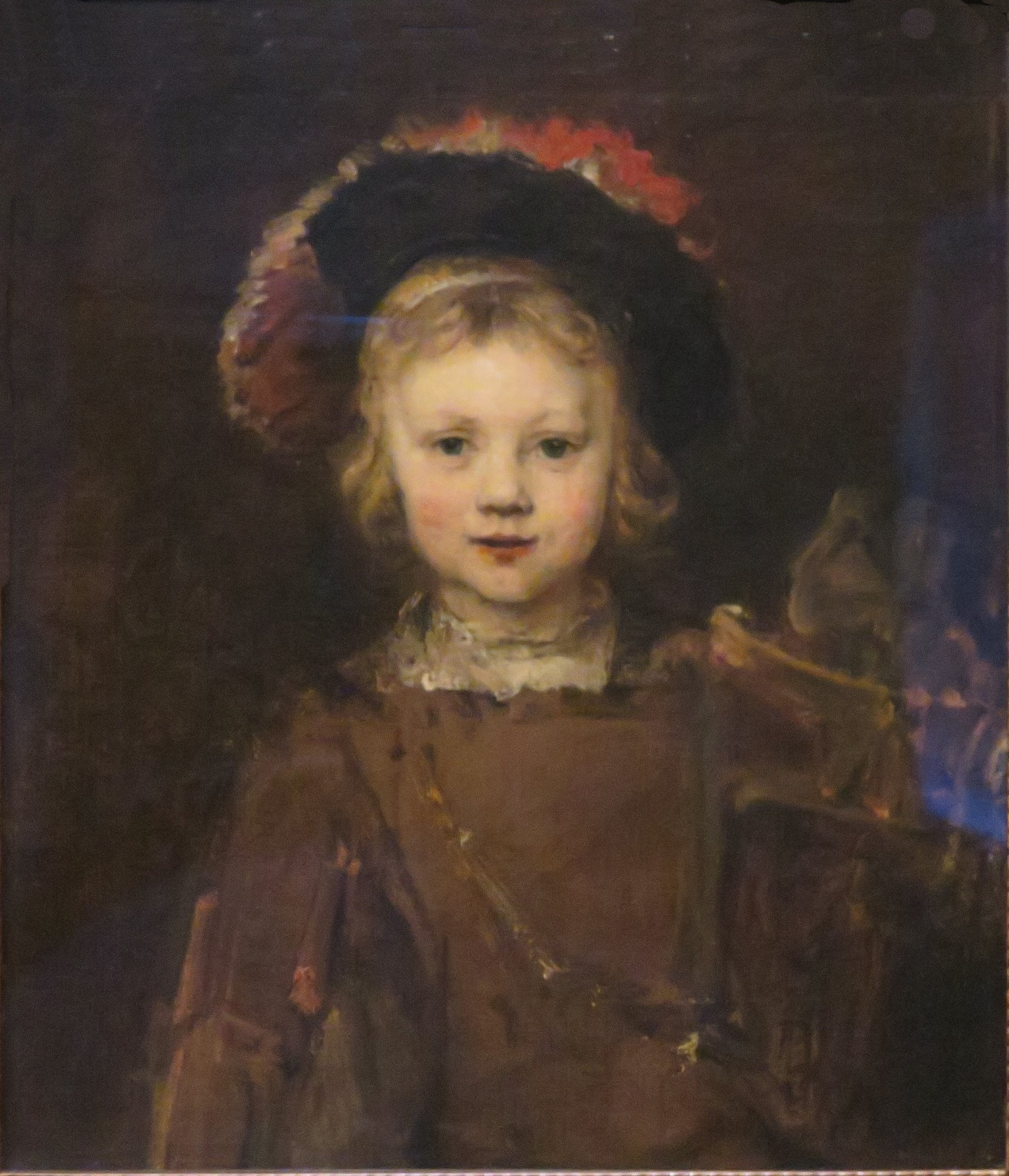
Rembrandt van Rijn: Portret van een jongen (1635)
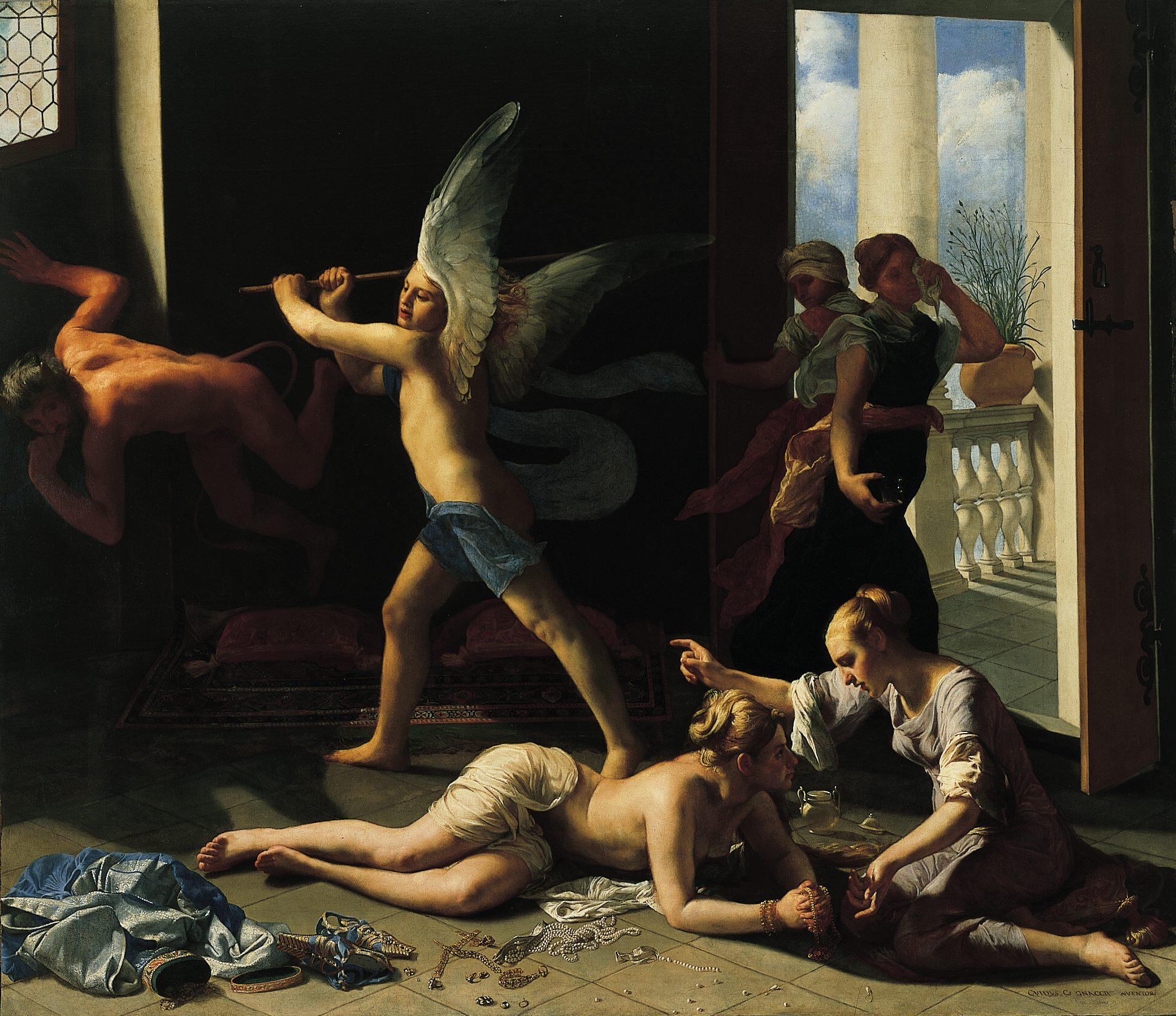
Guido Gagnacci: Marta rimprovera Maria per la sua vanità (1661)

## Fotogalerij Moderne Meesters

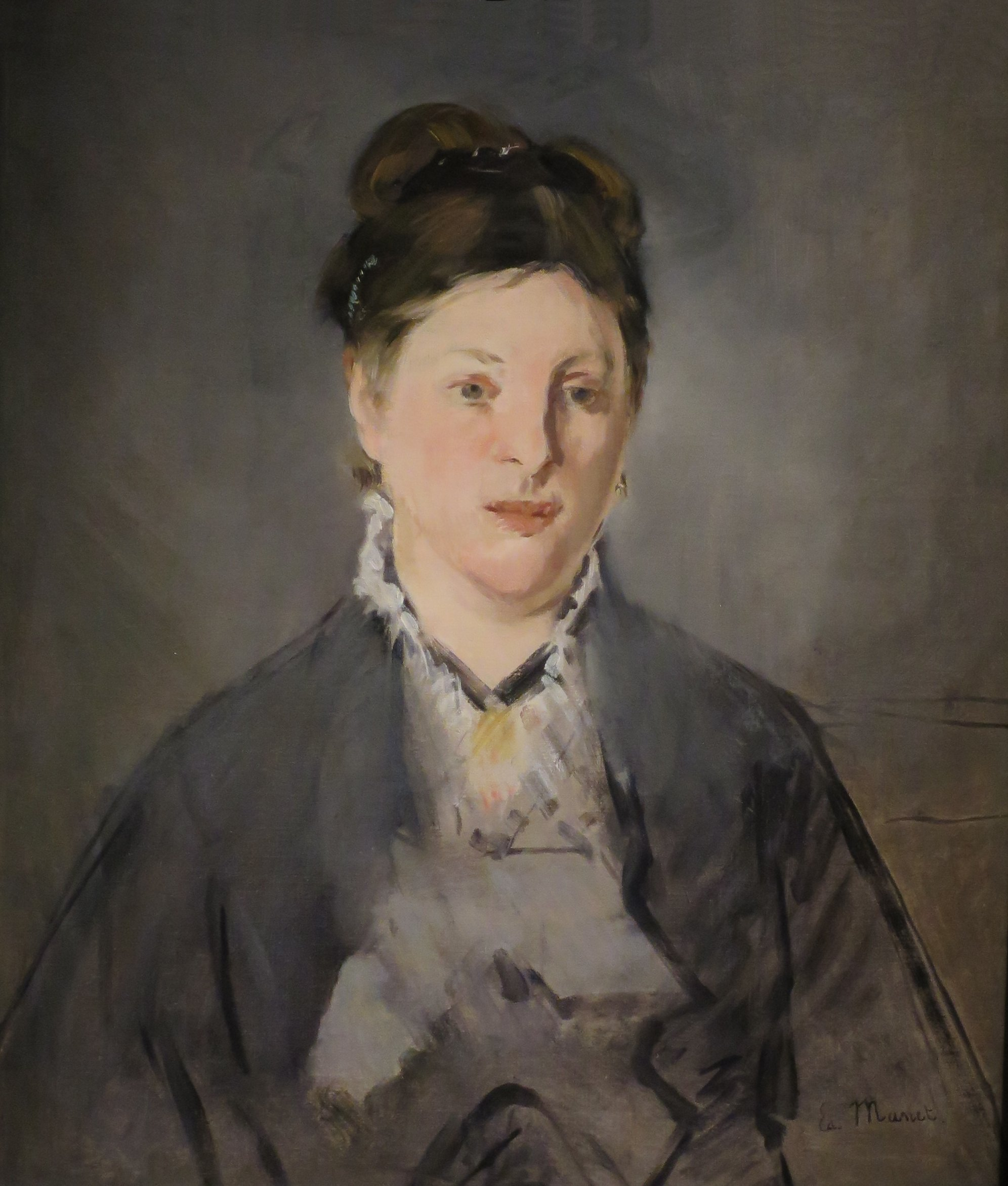
Édouard Manet: Portrait de Mme Manet (1866)
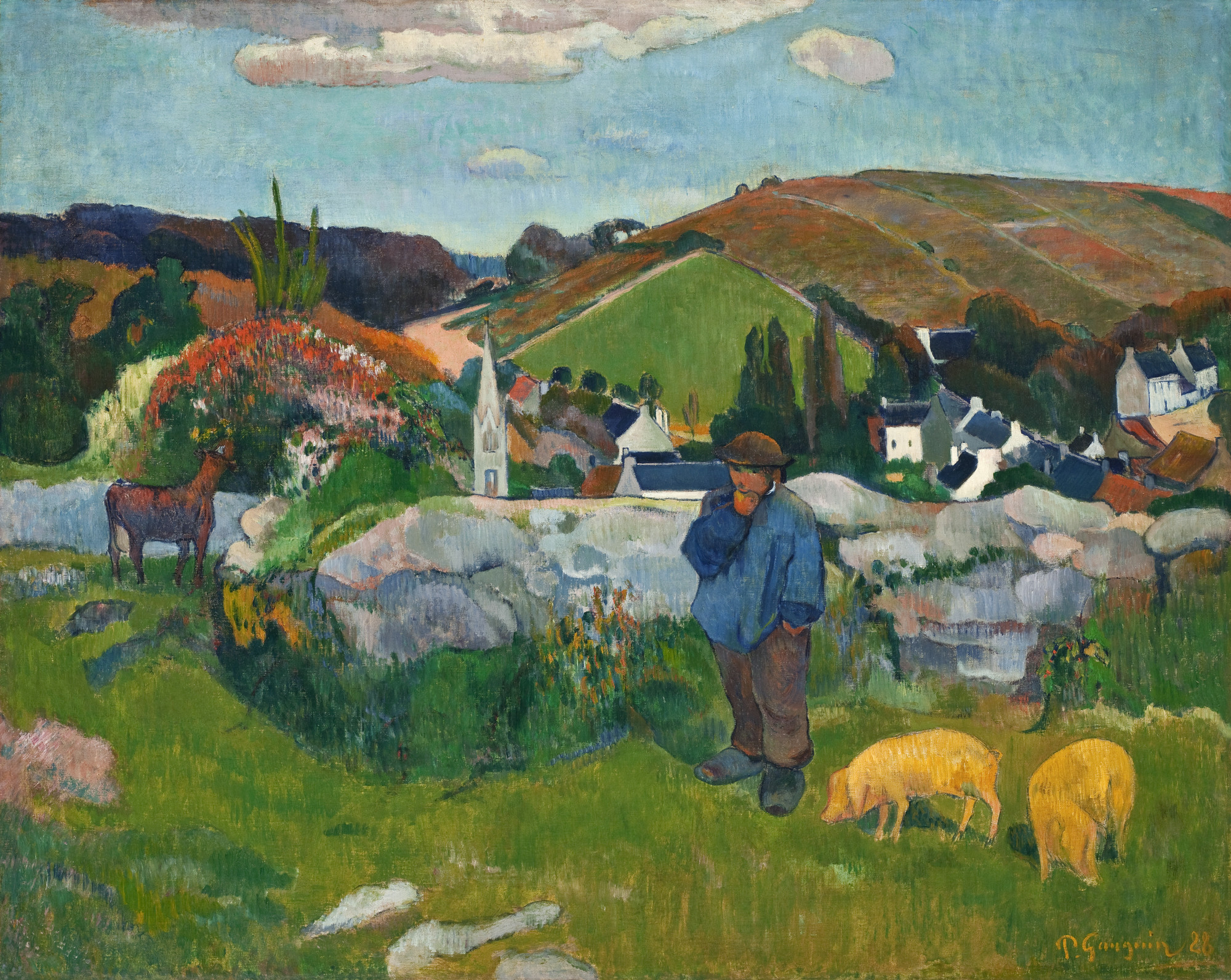
Paul Gauguin: Bretons landschap (1888)
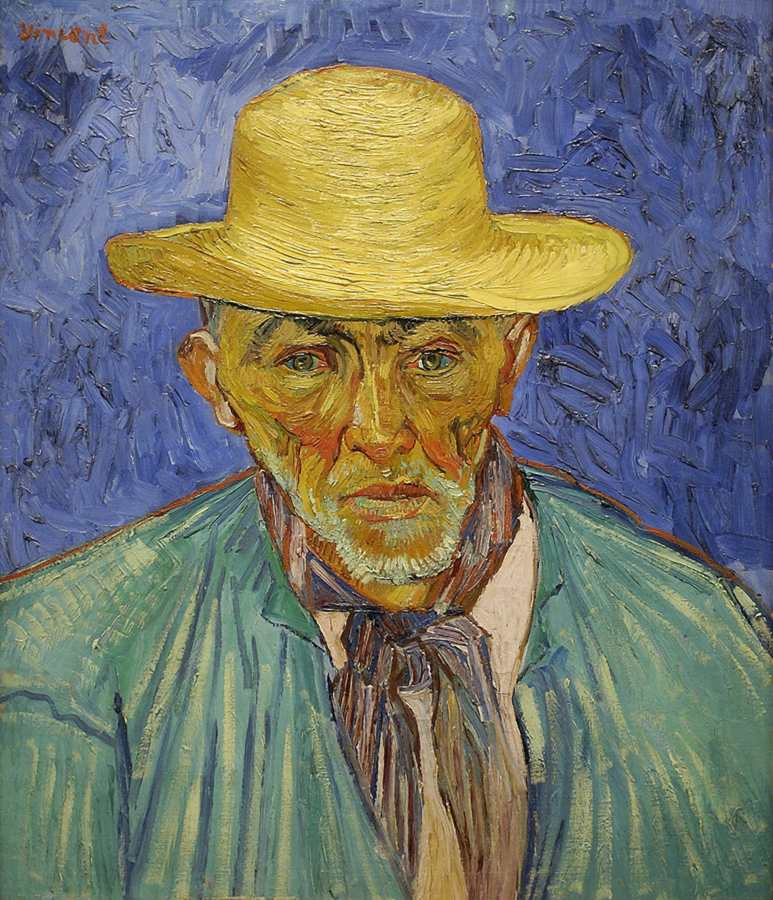
Vincent van Gogh: Patience Escalier (1888)
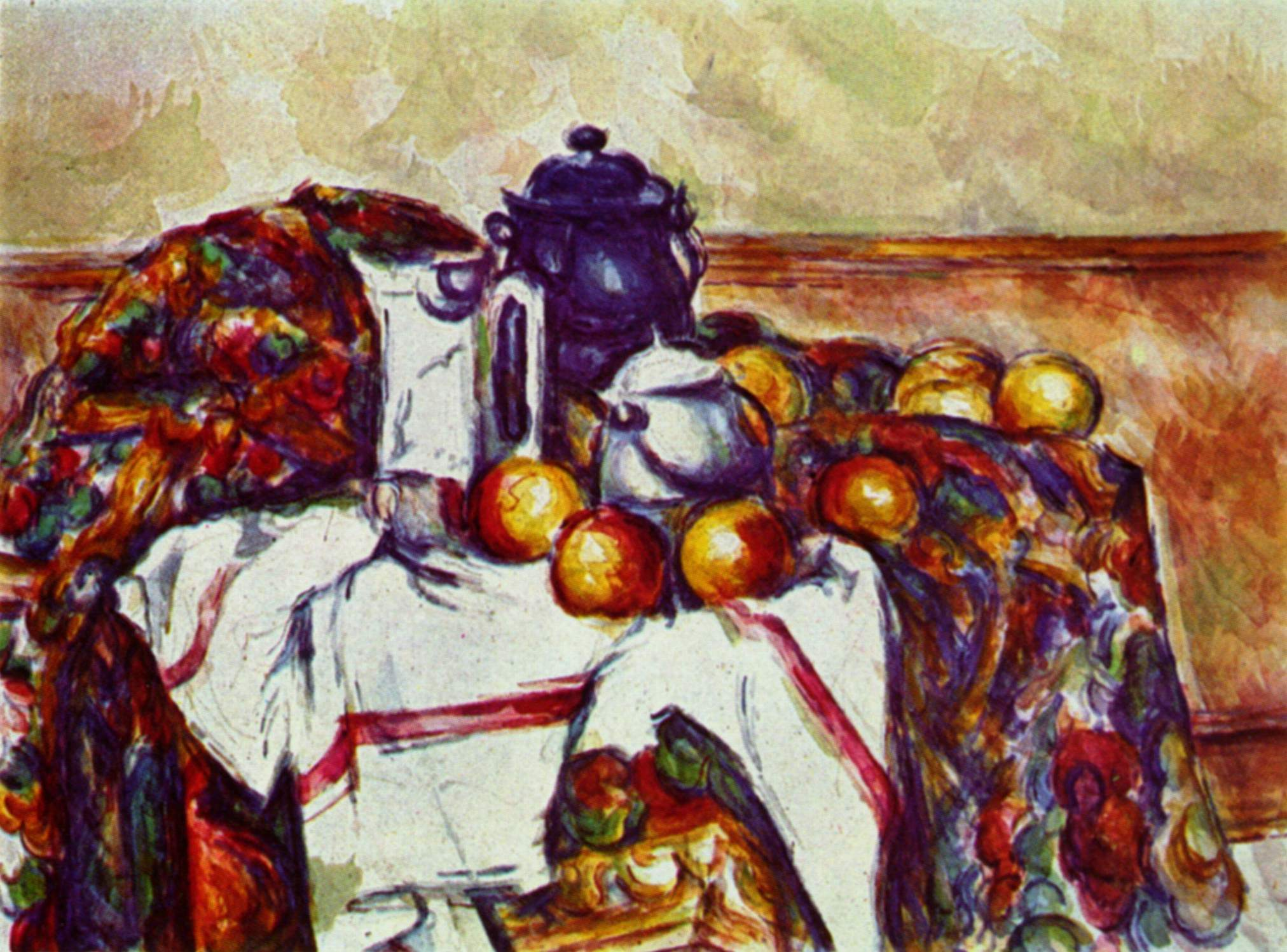
Paul Cézanne: Stilleven (1895/1900)